# دمهوج
دمهوج إحدى قرى مركز قويسنا التابع لمحافظة المنوفية في جمهورية مصر العربية.

## التاريخ
قرية دمهوج من القرى القديمة، حيث وردت باسم «جمهوج» في أعمال جزيرة قوسينا ضمن قرى الروك الصلاحي التي أحصاها ابن مماتي في كتاب قوانين الدواوين، كما وردت باسم «جمهوج» في أعمال الغربية ضمن قرى الروك الناصري التي أحصاها ابن الجيعان في كتاب «التحفة السنية بأسماء البلاد المصرية». وفي العصر العثماني وردت باسم «جمهوج» في التربيع العثماني الذي أجراه الوالي العثماني سليمان باشا الخادم في عصر السلطان العثماني سليمان القانوني ضمن قرى ولاية الغربية، وفي تاريخ 1228هـ/1813م الذي عدّ قرى مصر بعد المسح الذي قام به محمد علي باشا باسم «دمهوج» ضمن قرى مديرية المنوفية.

## السكان
بلغ عدد سكان دمهوج 6,225 نسمة، حسب الإحصاء الرسمي لعام 2006.